# W — Два світи
W — Два світи (кор. W(더블유)) — це південнокорейський телесеріал, розповідає історію про жінку, О Йон Чу, та чоловіка, Кан Чхоля, що живуть у різних світах: реальному та коміксному. Серіал показувався на каналі MBC щосереди та щочетверга з 20 липня 2016 по 14 вересня 2016 року. Фансуб група Bambooua локалізувала весь серіал на українську мову, створивши до нього українські субтитри і одноголосне закадрове українське озвучення. У головних ролях Лі Чон Сок, Хан Хьо Джу та Кім Ий Сон.

## Сюжет
О Йон Чу працює в лікарні на посаді кардіоторакального лікаря, а її батько малює вебкомікси. Одного дня батько зникає без попередження, тоді ж дивний чоловік, що був покритий кров'ю, викрадає її крзізь графічний планшет і вона потрапляє в світ коміксу. Цей чоловік є Кан Чхолєм, колишнім спортсменом, в якого було вбито всю сім'ю і було підставлено. Тепер він мільйонер, але свої статки використовує для пошук вбивці своєї сім'ї.

## Акторський склад

### Головні ролі
- Лі Чон Сок як Кан Чхоль[7][6]

Кан Чхоль є головним персонажем вебкоміксу «W». У дитинстві він брав участь у змаганні зі стрільби з пневматичної зброї і, навіть, завоював звання чемпіона. Однак, після цього  всю його сім'ю вбивають та звинувачують у скоєному Кан Чхоля. Після того, як він вийшов з в'язниці він засновує телестанцію та організацію, що намагаються знайти справжнього вбивцю. Одного дня його життя рятує О Йон Чун, яка після того безслідно зникає. З часом Кан Чхоль розуміє, що вона є його єдиним шансом на порятунок та знає всі секрети, що пов'язані з його життям. Але єдине, що він знає — це її ім'я.
- Хан Хьо Джу як О Йон Чу[7][6]
  - Пак Мін Ха як О Йон Чу у дитинстві
  - Чон Чі Со як О Йон Чу у підлітковому віці

О Йон Чу є дочкою О Сун Му, відомого художника вебкоміксів. Вона працює в лікарні у відділі кардіоторакальної хірургії. Одного дня учень, що працював під керівницством О Сун Му, повідомив, що її батько зник. Коли вона прийшла оглянути його робоче місце, невідомий поранений чоловік затягнув її до коміксу. Вона, врятувавши його, повернулася у свій світ. Проте з тих пір, у неї винникла проблема: її час від часу затягує до вебкоміксу.
- Кім Ий Сон як О Сун Му[7]

О Сун Му є відомим автором вебкоміксів, особливо, відомий своїм «W». Однак, зі своїм психічним здоров'я у нього не все в порядку, особливо після розлучення зі своєю дружиною, після чого він почав багато випивати, що, навіть, вже не може намалювати жодного малюнку для коміксу без алкоголю. Одного дня, О Сун Му зникає безслідно зі свого робочого місця.

### Другорядні ролі

#### Учні під керівництвом Сун Му
- Лі Сі Он як Пак Су Пон[7]
- Рю Хє Рін як Сон Мі[7]
- Ян Хе Чі як Юн Хий[7]

#### Сім'я О Йон Чу
- Нам Кі Е як Кіль Су Сон[7]
- Лі Се Ран як Кіль Су Йон[7]

#### Працівники в лікарні
- Ха Чо То як Пак Мін Су[7]
- Кан Кі Йон як Кан Сок Пом[7]

#### Інші
- Пак Вон Сан як Хан Чхоль Хо[7]
- Чха Кван Су як Сон Хьон Сок[7]
- Чон Ю Чін як Юн Со Хий[7]
- Лі Тхе Хван як Со То Юн[7]

## Оригінальні звукові доріжки

### Повний альбом
| W OST | W OST                                                                   | W OST                        | W OST      |
| #     | Назва                                                                   | Виконавець                   | Тривалість |
| ----- | ----------------------------------------------------------------------- | ---------------------------- | ---------- |
| 1.    | «내가 너에게 가든 네가 나에게 오든 Where Are U»                         | Чон Чун Йон                  | 4:19       |
| 2.    | «거짓말이라도 해줘요 Please Say Something, Even Though It Is A Lie»     | Пак Бо Рам                   | 3:33       |
| 3.    | «환상 속의 그대 In The Illusion»                                        | Basick & Inkii               | 4:09       |
| 4.    | «Remember»                                                              | KCM                          | 4:06       |
| 5.    | «Falling»                                                               | Чо Хьон А (Urban Zakapa)     | 3:21       |
| 6.    | «내 맘 My Heart»                                                        | Чон У Сон (Noel)             | 3:52       |
| 7.    | «그대와 나 You And Me»                                                  | Ан Хьон Чон                  | 3:45       |
| 8.    | «사랑을 그려요 Draw A Love»                                             | Navi                         | 3:59       |
| 9.    | «니가 없는 난 Without You»                                              | N (VIXX) & Йо Ин (MelodyDay) | 4:33       |
| 10.   | «더블유 W — Main Theme Of 'W'»                                          | Кім Чон Сок                  | 3:55       |
| 11.   | «Title Of 'W'»                                                          | Кім Чон Сок                  | 0:42       |
| 12.   | «무너진 차원의 틈 Gap Of Dimensions Collapsed»                          | Кім Чон Сок                  | 3:59       |
| 13.   | «결단의 순간 Moment Of Decision»                                        | Чон Се Рін                   | 3:07       |
| 14.   | «역전승 Come From Behind Victory»                                       | Чон Се Рін                   | 2:13       |
| 15.   | «When I Feel I'm Into You»                                              | Кім Чон Сок                  | 2:58       |
| 16.   | «오늘의 숙제 Today's homework»                                          | Чон Се Рін                   | 2:13       |
| 17.   | «보통의 연인들처럼.. Like Usual Couples»                                | Чон Се Рін                   | 3:01       |
| 18.   | «청년갑부, 강철 Youth Richest, Kangchul»                                | Кім Чон Сок                  | 2:34       |
| 19.   | «인생의 Key Key Of Life»                                                | Чон Се Рін                   | 3:22       |
| 20.   | «반지의 의미 The Meaning Of The Ring»                                   | Чон Се Рін                   | 4:18       |
| 21.   | «새로운 변수 The New Vriable»                                           | Лі Йон Чі                    | 1:16       |
| 22.   | «To Be Continued»                                                       | Кім Чон Сок                  | 3:45       |
| 23.   | «두 개의 세계, 하나의 마음 Two Worlds, One Heart»                       | Чон Се Рін                   | 3:12       |
| 24.   | «검은 그림자 Black Shadow»                                              | Чу Ін Ро                     | 2:42       |
| 25.   | «지우고 싶은 슬픔 I Want To Erase Sadness»                              | Чон Се Рін                   | 3:37       |
| 26.   | «숨겨진 맥락 Hidden Context»                                            | Чу Ін Ро                     | 3:25       |
| 27.   | «존재의 이유 Reason For Being»                                          | Лі Йон Чі                    | 2:09       |
| 28.   | «실체 없는 어둠 Inessential Dark»                                       | Чон Се Чін                   | 4:50       |
| 29.   | «해피엔딩이기를 Hope For Happyending»                                   | Чон Се Рін                   | 3:30       |
| 30.   | «평범한 행복 Ordinary Happiness»                                        | Чон Се Рін                   | 2:21       |
| 31.   | «10년의 기다림 Waiting For 10 Years»                                    | Кху Пон Чхун                 | 2:34       |
| 32.   | «존재하지 않는 존재 Being Not Exist»                                    | Кім Хьон То                  | 1:54       |
| 33.   | «사라진 시간 Lost Time»                                                 | Но Ю Рім                     | 2:37       |
| 34.   | «잃어버린 기억 Lost Memories»                                           | Лі Йон Чі                    | 2:00       |
| 35.   | «웹툰 속 세상 Webtoon In The World»                                     | Лі Ро Рі                     | 2:25       |
| 36.   | «병맛 같은 매력 Strange Attraction»                                     | Лі Йон Чі                    | 2:36       |
| 37.   | «미친개 박교수 Mad Dog, Professor Park»                                 | Но Ю Рім                     | 2:02       |
| 38.   | «반갑다 깡철팬! Nice To Meet You Kangchul's Fan»                        | Лі Ро Рі                     | 2:20       |
| 39.   | «또라이계의 최강자 The Strongest Type Of Abnormal»                      | Лі Ро Рі                     | 2:06       |
| 40.   | «사랑해요! I love You»                                                  | Но Ю Рім                     | 1:58       |
| 41.   | «바뀌어버린 여주인공 Changed Heroine»                                   | Лі Йон Чі                    | 2:15       |
| 42.   | «왜 자꾸 날 그렇게 보죠? Why Do You See Me?»                            | Лі Ро Рі                     | 2:21       |
| 43.   | «뒤틀린 현실 Twisted Reality»                                           | Кім Хьон То                  | 2:06       |
| 44.   | «진범의 얼굴 The Real Killer's Face»                                    | Кху Пон Чхун                 | 2:32       |
| 45.   | «그게 네 설정 값이거든 It Is Your Settings»                             | Лі Ро Рі                     | 2:37       |
| 46.   | «조작된 사건 Fabricate A Case»                                          | Лі Йон Чі                    | 2:03       |
| 47.   | «잡아먹히느니 잡아먹겠다 I Will Eat You Rather Than Being Eaten By You» | Лі Ро Рі                     | 2:26       |

### Альбом частинами
| W OST Part.1 | W OST Part.1                                            | W OST Part.1 | W OST Part.1 |
| #            | Назва                                                   | Виконавець   | Тривалість   |
| ------------ | ------------------------------------------------------- | ------------ | ------------ |
| 1.           | «내가 너에게 가든 네가 나에게 오든 Where Are U»         | Чон Чун Йон  | 4:19         |
| 2.           | «내가 너에게 가든 네가 나에게 오든 Where Are U (Inst.)» | Чон Чун Йон  | 4:19         |

| W OST Part.2 | W OST Part.2                                                                | W OST Part.2 | W OST Part.2 |
| #            | Назва                                                                       | Виконавець   | Тривалість   |
| ------------ | --------------------------------------------------------------------------- | ------------ | ------------ |
| 1.           | «거짓말이라도 해줘요 Please Say Something, Even Though It Is A Lie»         | Пак Бо Рам   | 3:33         |
| 2.           | «거짓말이라도 해줘요 Please Say Something, Even Though It Is A Lie (Inst.)» | Пак Бо Рам   | 3:33         |

| W OST Part.3 | W OST Part.3                             | W OST Part.3   | W OST Part.3 |
| #            | Назва                                    | Виконавець     | Тривалість   |
| ------------ | ---------------------------------------- | -------------- | ------------ |
| 1.           | «환상 속의 그대 In The Illusion»         | Basick & Inkii | 4:09         |
| 2.           | «환상 속의 그대 In The Illusion (Inst.)» | Basick & Inkii | 4:09         |

| W OST Part.4 | W OST Part.4       | W OST Part.4 | W OST Part.4 |
| #            | Назва              | Виконавець   | Тривалість   |
| ------------ | ------------------ | ------------ | ------------ |
| 1.           | «Remember»         | KCM          | 4:06         |
| 2.           | «Remember (Inst.)» | KCM          | 4:06         |

| W OST Part.5 | W OST Part.5      | W OST Part.5             | W OST Part.5 |
| #            | Назва             | Виконавець               | Тривалість   |
| ------------ | ----------------- | ------------------------ | ------------ |
| 1.           | «Falling»         | Чо Хьон А (Urban Zakapa) | 3:21         |
| 2.           | «Falling (Inst.)» | Чо Хьон А (Urban Zakapa) | 3:21         |

| W OST Part.6 | W OST Part.6             | W OST Part.6     | W OST Part.6 |
| #            | Назва                    | Виконавець       | Тривалість   |
| ------------ | ------------------------ | ---------------- | ------------ |
| 1.           | «내 맘 My Heart»         | Чон У Сон (Noel) | 3:52         |
| 2.           | «내 맘 My Heart (Inst.)» | Чон У Сон (NOEL) | 3:52         |

| W OST Part.7 | W OST Part.7                   | W OST Part.7 | W OST Part.7 |
| #            | Назва                          | Виконавець   | Тривалість   |
| ------------ | ------------------------------ | ------------ | ------------ |
| 1.           | «그대와 나 You And Me»         | Ан Хьон Чон  | 3:45         |
| 2.           | «그대와 나 You And Me (Inst.)» | Ан Хьон Чон  | 3:45         |

| W OST Part.8 | W OST Part.8                        | W OST Part.8 | W OST Part.8 |
| #            | Назва                               | Виконавець   | Тривалість   |
| ------------ | ----------------------------------- | ------------ | ------------ |
| 1.           | «사랑을 그려요 Draw A Love»         | Navi         | 3:59         |
| 2.           | «사랑을 그려요 Draw A Love (Inst.)» | Navi         | 3:59         |

| W OST Part.9 | W OST Part.9                       | W OST Part.9                 | W OST Part.9 |
| #            | Назва                              | Виконавець                   | Тривалість   |
| ------------ | ---------------------------------- | ---------------------------- | ------------ |
| 1.           | «니가 없는 난 Without You»         | N (VIXX) & Йо Ин (MelodyDay) | 4:33         |
| 2.           | «니가 없는 난 Without You (Inst.)» | N (VIXX) & Йо Ин (MelodyDay) | 4:33         |

## Рейтинги
Найнижчі рейтинги позначені синім кольором, а найвищі — червоним кольором.
| Номер #          | Дата показу      | Середнє значення кількості переглядів | Середнє значення кількості переглядів | Середнє значення кількості переглядів | Середнє значення кількості переглядів |
| Номер #          | Дата показу      | TNMS Ratings                          | TNMS Ratings                          | AGB Nielsen                           | AGB Nielsen                           |
| Номер #          | Дата показу      | Загальнонаціональні                   | Сеул                                  | Загальнонаціональні                   | Сеул                                  |
| ---------------- | ---------------- | ------------------------------------- | ------------------------------------- | ------------------------------------- | ------------------------------------- |
| 1                | 20 липня 2016    | 9,9 %                                 | 11,3 %                                | 8,6 %                                 | 10,4 %                                |
| 2                | 21 липня 2016    | 10,1 %                                | 11,5 %                                | 9,5 %                                 | 10,7 %                                |
| 3                | 27 липня 2016    | 11,6 %                                | 13,7 %                                | 12,9 %                                | 15,0 %                                |
| 4                | 28 липня 2016    | 13,4 %                                | 14,7 %                                | 12,9 %                                | 14,3 %                                |
| 5                | 3 серпня 2016    | 15,1 %                                | 17,8 %                                | 13,5 %                                | 14,3 %                                |
| 6                | 4 серпня 2016    | 14,2 %                                | 15,9 %                                | 12,2 %                                | 12,2 %                                |
| 7                | 10 серпня 2016   | 15,2 %                                | 17,3 %                                | 13,8 %                                | 14,7 %                                |
| 8                | 17 серпня 2016   | 13,5 %                                | 15,0 %                                | 12,2 %                                | 13,3 %                                |
| 9                | 18 серпня 2016   | 12,7 %                                | 14,7 %                                | 11,3 %                                | 12,5 %                                |
| 10               | 24 серпня 2016   | 13,9 %                                | 15,3 %                                | 12,3 %                                | 13,7 %                                |
| 11               | 25 серпня 2016   | 14,6 %                                | 15,8 %                                | 12,2 %                                | 12,8 %                                |
| 12               | 31 серпня 2016   | 13,3 %                                | 15,1 %                                | 11,1 %                                | 12,0 %                                |
| 13               | 1 вересня 2016   | 12,9 %                                | 15,0 %                                | 11,9 %                                | 13,2 %                                |
| 14               | 7 вересня 2016   | 13,1 %                                | 15,3 %                                | 10,9 %                                | 11,8 %                                |
| 15               | 9 вересня 2016   | 11,8 %                                | 14,1 %                                | 11,4 %                                | 12,3 %                                |
| 16               | 14 вересня 2016  | 10,6 %                                | 10,9 %                                | 9,3 %                                 | 9,8 %                                 |
| Середнє значення | Середнє значення | 12,9 %                                | 14,6 %                                | 11,5 %                                | 12,7 %                                |

## Нагороди та номінації
| Рік  | Нагорода                                    | Категорія                                             | Отримувач                 | Результат | Примітки      |
| ---- | ------------------------------------------- | ----------------------------------------------------- | ------------------------- | --------- | ------------- |
| 2016 | 36-та Премія MBC драма                      | Величний приз (Daesang)                               | Лі Чон Сок                | Перемога  | [ 28 ] [ 29 ] |
| 2016 | 36-та Премія MBC драма                      | Телесеріал року                                       | «W — Два світи»           | Перемога  | [ 28 ] [ 29 ] |
| 2016 | 36-та Премія MBC драма                      | Нагорода за високу майстерність (актор мінісеріалу)   | Лі Чон Сок                | Перемога  | [ 28 ] [ 29 ] |
| 2016 | 36-та Премія MBC драма                      | Нагорода за високу майстерність (акторка мінісеріалу) | Хан Хьо Джу               | Перемога  | [ 28 ] [ 29 ] |
| 2016 | 36-та Премія MBC драма                      | Золота акторська нагорода (мінісеріал)                | Кім Ий Сон                | Перемога  | [ 28 ] [ 29 ] |
| 2016 | 36-та Премія MBC драма                      | Нагорода «Найкраща пара»                              | Лі Чон Сок та Хан Хьо Джу | Перемога  | [ 28 ] [ 29 ] |
| 2016 | 36-та Премія MBC драма                      | Найкращий сценарист року                              | Сон Че Чон                | Перемога  | [ 28 ] [ 29 ] |
| 2016 | 5-та Премія «Зірок МААТР»                   | Найкращий актор/найкраща актриса у мінісеріалі        | Хан Хьо Чу                | Перемога  | [ 30 ]        |
| 2016 | 5-та Премія «Зірок МААТР»                   | Кращий актор другого плану                            | Кім Ий Сон                | Перемога  | [ 30 ]        |
| 2017 | 50-й Х'юстонський міжнародний кінофестиваль | Спеціальна нагорода журі                              | «W — Два світи»           | Перемога  | [ 31 ]        |
| 2017 | Сеульська міжнародна премія драми           | Видатна корейська драма                               | «W — Два світи»           | Перемога  | [ 32 ]        |

## Вплив на культуру
В липні 2017 у Сеулі за адресою Йоннам-дон 239-20 відчинилася кав'ярня, стиль якої був створений на основі цього серіалу.